# Koblenz Open
Il Koblenz Open è un torneo professionistico maschile di tennis giocato sul cemento indoor, che fa parte della categoria Challenger 50 fino al 2020 e di quella dei Challenger 100 dal 2023. Si gioca annualmente dal 2017 alla CGM Arena di Coblenza, in Germania.

## Albo d'oro

### Singolare
| Anno       | Campione        | Finalista               | Punteggio        |
| ---------- | --------------- | ----------------------- | ---------------- |
| 2025       | Ugo Blanchet    | Luca Nardi              | 6–3, 3–6, 7–6(5) |
| 2024       | Jurij Rodionov  | Brandon Nakashima       | 6(7)–7, 6–1, 6–2 |
| 2023       | Roman Safiullin | Vasek Pospisil          | 6–2, 7–5         |
| 2022- 2021 | Non disputato   | Non disputato           | Non disputato    |
| 2020       | Tomáš Macháč    | Botic van de Zandschulp | 6–3, 4–6, 6–3    |
| 2019       | Gianluca Mager  | Roberto Ortega Olmedo   | 2–6, 7–6(6), 6–2 |
| 2018       | Mats Moraing    | Kenny de Schepper       | 6–2, 6–1         |
| 2017       | Ruben Bemelmans | Nils Langer             | 6–4, 3–6, 7–6(0) |

### Doppio
| Anno       | Campione                                  | Finalista                         | Punteggio           |
| ---------- | ----------------------------------------- | --------------------------------- | ------------------- |
| 2025       | Jakub Paul David Pel (2)                  | Geoffrey Blancaneaux Joshua Paris | walkover            |
| 2024       | Sander Arends (2) Sem Verbeek             | Jakob Schnaitter Mark Wallner     | 6–4, 6–2            |
| 2023       | Fabian Fallert Hendrik Jebens             | Jonathan Eysseric Denys Molčanov  | 7–6(2), 6–3         |
| 2022- 2021 | Non disputato                             | Non disputato                     | Non disputato       |
| 2020       | Sander Arends (1) David Pel (1)           | Julian Lenz Yannick Maden         | 7–6(4), 7–6(3)      |
| 2019       | Zdeněk Kolář Adam Pavlásek                | Jürgen Melzer Filip Polášek       | 6–3, 6–4            |
| 2018       | Romain Arneodo Tristan-Samuel Weissborn   | Sander Arends Antonio Šančić      | 6(4)–7, 7–5, [10–6] |
| 2017       | Hans Podlipnik-Castillo Andrėj Vasileŭski | Roman Jebavý Lukáš Rosol          | 7–5, 3–6, [16–14]   |